# Astragalus kashafensis
Astragalus kashafensis är en ärtväxtart som beskrevs av Dieter Podlech. Astragalus kashafensis ingår i släktet vedlar, och familjen ärtväxter. Inga underarter finns listade i Catalogue of Life.